# Tatarka (fiume)
La Tatarka (in russo Татарка?) è un fiume della Siberia Orientale, affluente di destra dell'Angara. Scorre nel Motyginskij e nell'Enisejskij rajon del Territorio di Krasnojarsk, in Russia.
Il fiume ha origine ad est dei rilievi Tatarskij e scorre in direzione prevalentemente sud-occidentale, sfocia nell'Angara a 28 km dalla sua foce nell'Enisej. Il fiume ha una lunghezza di 157 km; l'area del suo bacino è di 1 900 km². Alla sua foce nell'Angara vi è il villaggio di Tatarka.